# Coverdale/Page (Album)
Coverdale/Page ist das einzige Musikalbum der gleichnamigen britischen Bluesrock-Band Coverdale/Page. Es schien 1993.

## Entstehung

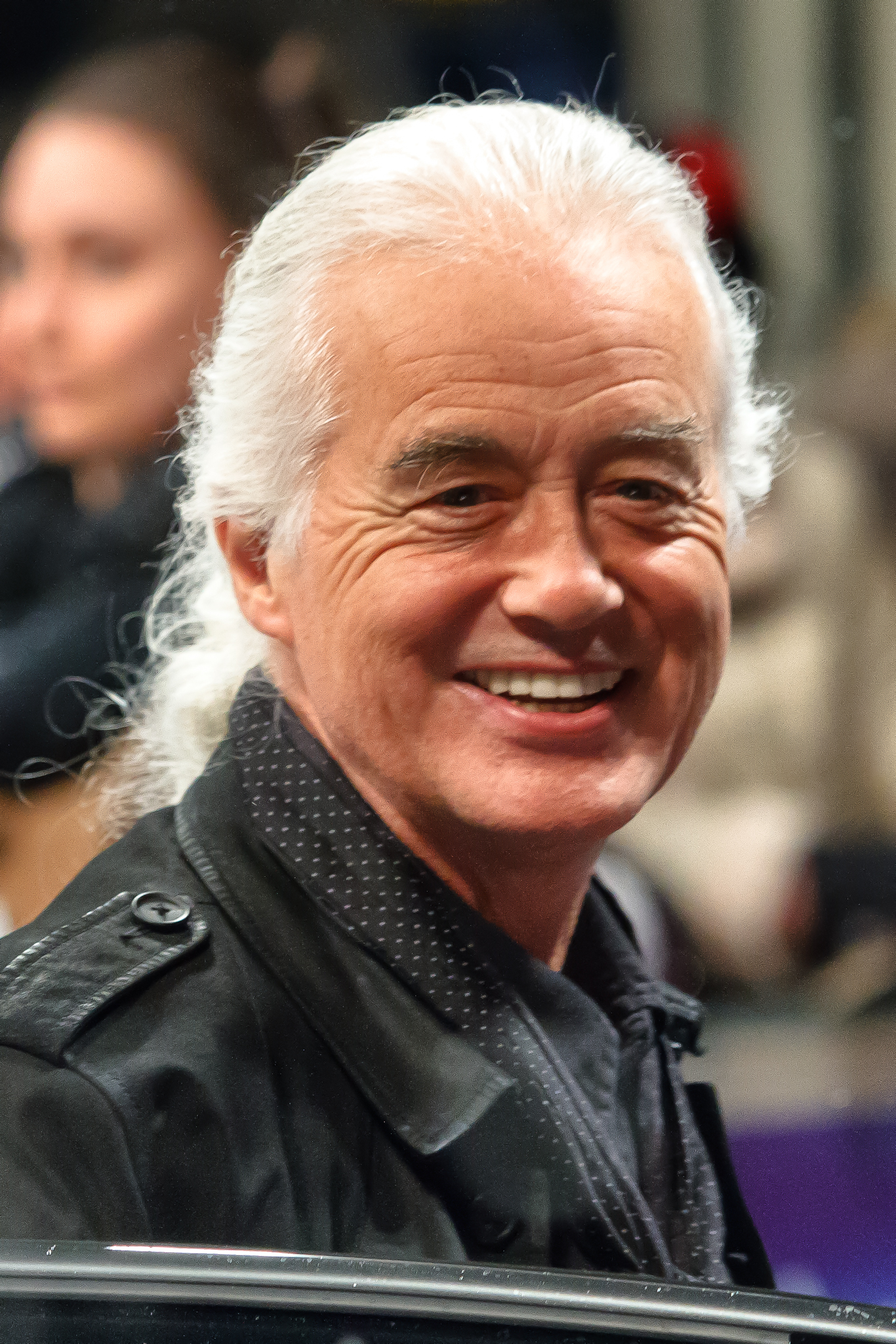
Jimmy Page (2013)

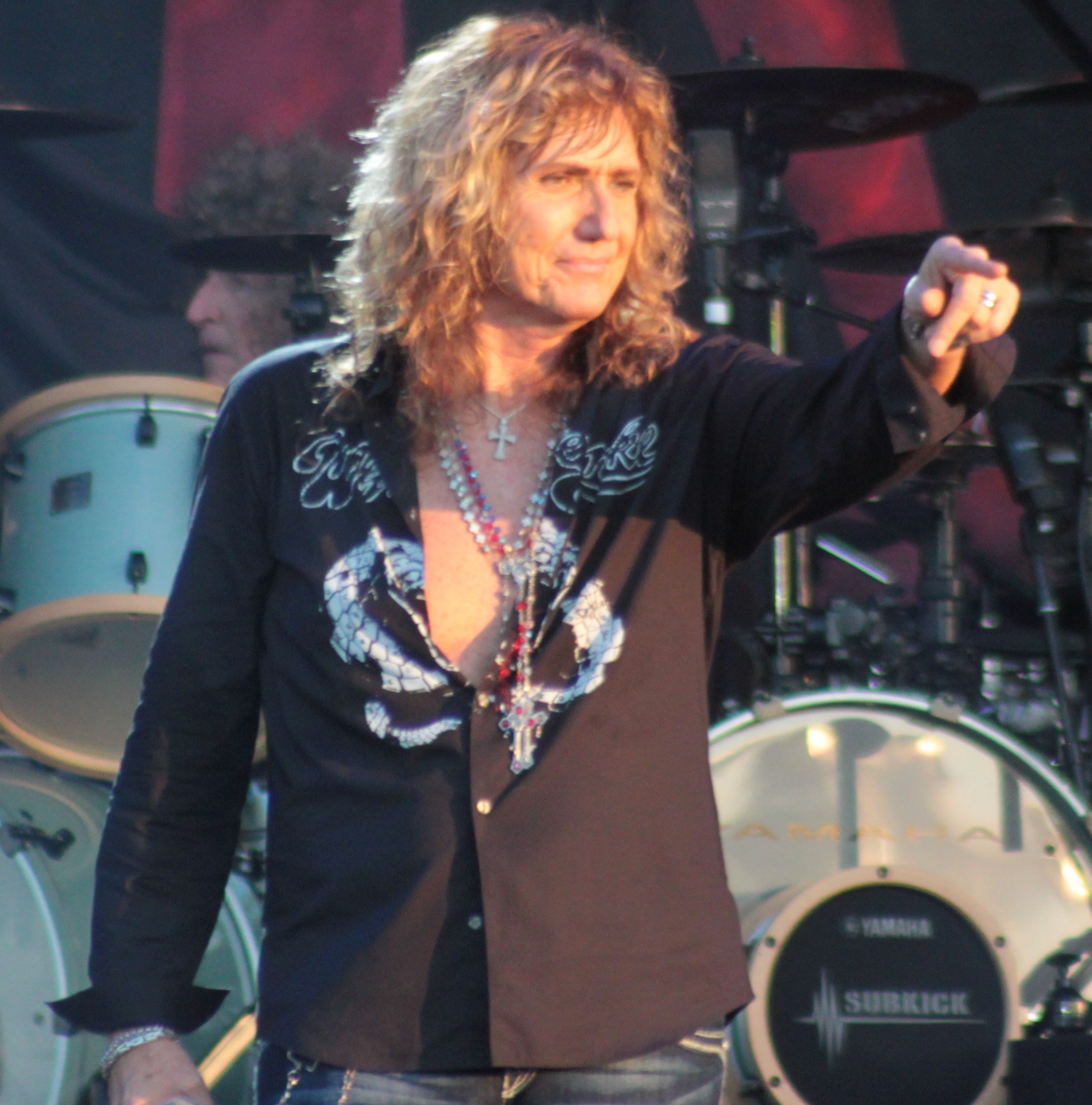
David Coverdale (2013)

1991 entschieden sich David Coverdale, ehemals Sänger von Deep Purple und Whitesnake, und Jimmy Page, ehemals Gitarrist von The Yardbirds und Led Zeppelin, ein gemeinsames Album aufzunehmen. Sie schrieben zahlreiche Titel zusammen, von denen von Herbst 1991 bis zum frühen Winter 1992 siebzehn ein vollständiges Arrangement erhielten und aufgenommen wurden.
Für die Aufnahmen wurden vor allem die „Little Mountain Sound Studios“ des kanadischen Produzenten Bruce Fairbairn in Vancouver (Kanada) sowie die „Abbey Road Studios“ in London (Großbritannien), genutzt. Weitere Aufnahmen fanden in Miami (Florida; „Criteria Studios“) und in Hook City (Nevada; „Highbrow Productions“) statt. Neben den namengebenden Musikern Coverdale und Page war Mike Fraser, der Toningenieur von Bruce Fairbairn, für die Produktion des Albums verantwortlich.
Als das Album im März 1993 veröffentlicht wurde, enthielt es elf Titel. Weggefallen waren unter anderem die aufgenommenen Titel Good Love, Saccharin und Southern Comfort.
Cover
Das Cover zeigte ein rautenförmiges, fiktives Verkehrszeichen, das auf gelbem Hintergrund einen schwarzen, nach oben weisenden Pfeil zeigt. Der Pfeil soll offenbar die Zusammenführung zweier Wege zu einem symbolisieren, da sich neben der üblichen graden Linie in seiner Mitte eine weitere, sich bogenförmig mit der Hauptlinie vereinigende Linie zu sehen ist. In diese Richtung äußerte sich auch David Coverdale in Interviews.
Das Verkehrszeichen wird im Booklet zum Album wiederholt gezeigt. So ist es zum Beispiel zwischen zwei Reihen gelagerter Holzstämme und auf einer Rinderweide zu sehen, steht vor den Pyramiden von Gizeh, vor einem Stapel verschrotteter Autos oder in der Brandung eines durch Sturm aufgewühlten Meeres.
Singles
In den USA wurden vier Singles veröffentlicht, nämlich Over Now (Platz 24 in den „Mainstream Rock Charts“), Pride and Joy (Platz 1), Shake My Tree (Platz 3), und Take Me for a Little While (Platz 15). Jedoch konnte sich keine der Singles in den Billboard Hot 100 platzieren. In Großbritannien erschienen zwei Singles, die auch die Charts erreichen konnten, nämlich Take Me for a Little While (Platz 29) und Take a Look at Yourself (Platz 43). Zu Pride and Joy und Take Me for a Little While wurden Musikvideos produziert.
Es wurde zur Zeit der Veröffentlichung des Albums vermutet, dass Page das Projekt startete, um seinen ehemaligen Led-Zeppelin-Weggefährten Robert Plant zu reizen, der sich zögerlich gezeigt hatte, erneut mit Page zu arbeiten. In Interviews aus dieser Zeit äußerte sich Plant meist spöttisch über die Zusammenarbeit von Page und Coverdale.

## Wiederveröffentlichungen
Coverdale/Page wurde 2011 remastered. Diese Version des Albums erschien als Blu-spec CD ausschließlich in Japan; eine nicht remasterte Neuauflage der ursprünglichen CD wurde 2012 in Großbritannien und Europa herausgegeben.
Im Oktober 2020 erklärte David Coverdale in einem Interview, dass er mit Jimmy Page über eine erneute Veröffentlichung gesprochen habe. Er habe vorgeschlagen, das Album einem (weiteren) Remastering zu unterziehen und je einmal von Page und einmal von ihm selbst neu mischen zu lassen, um die jeweiligen musikalischen Perspektiven beider Künstler aufzuzeigen. Darüber hinaus gebe es zahlreiche, bisher nicht veröffentlichte Lieder, und er besitze Videos von den Arbeiten im Tonstudio. Allerdings sei eine mögliche Veröffentlichung erst im Jubiläumsjahr der Erstveröffentlichung, also 2023, vorgesehen.

## Rezeption
Die Reaktionen auf das Album waren unterschiedlich, aber überwiegend positiv. Oft wurde der Vergleich mit Led Zeppelin bemüht, der auch zutreffend war. So erkannte Stephen Thomas Erlewein von der Website Allmusic.com, dass „alles um Coverdale/Page herum der Versuch“ sei, die „pompöse Majestät von Led Zeppelin“ einzufangen. Natürlich gelinge dies nicht, aber das Album lasse „alle anderen Zep-Klone im Staub zurück.“
Jörg Staude schrieb für Metal Hammer, das Album sei „zum einen eine Hommage an die 70er, in der wirklich noch Alben in ihrer Gesamtheit gemacht und diese auch deswegen gekauft“ worden seien, zum anderen sei es „endlich wieder ein Album geworden,“ auf dem David Coverdale „seine Qualitäten viel mehr zum Ausdruck“ bringen könne. Staude hoffte, dass es nur der „Anfang einer längeren Zusammenarbeit“ der beiden Künstler sein möge. Coverdale/Page erhielt von ihm sieben Punkte und war Album des Monats in Heft 4/1993.
Für die Zeitschrift Audio schrieb Thomas Enders, Coverdale röhre „fast so brachial los wie weiland Robert Plant, phasenweise (Pride & Joy) zum Verwechseln.“ Auch eine Powerballade wie Take Me for a Little While wandele „versiert auf dem Grat zwischen Vorgestern und Heute.“
Das deutsche Magazin Rock Hard vergab 9 Punkte für das Album, und Matthias Breusch urteilte, herausgekommen sei „in etwa jene Mischung aus beider Background, die von vornherein am wahrscheinlichsten“ gewesen sei. Mal stampfe „die Geschichte à la Slide It In straight durch die Landschaft, getoppt durch den unnachahmlichen Coverdale’schen Schmachtfetzengesang,“ mal dominierten „die Grooves aus der Patentliste von John Bonham in Verbindung mit den launischen herausgequetschten, mystischen Page-Leads.“ Auch die „melodische Ausrichtung der Nummern (durchweg gute bis erstklassige Songs)“ stelle eine „gelungene Symbiose zwischen der ‚kommerziellen‘ Ader Coverdales und dem wie immer leicht gruftigen Zeppelin-Touch“ dar.
In Kanada wurde Coverdale/Page mit einer Platin-Schallplatte für mehr als 100.000 verkaufte Alben ausgezeichnet, in den USA erhielt es die Auszeichnung für mehr als 1.000.000 verkaufte Alben.

## Titelliste
| Nr.          | Titel                          | Autor(en)                   | Länge |
| ------------ | ------------------------------ | --------------------------- | ----- |
| 1.           | Shake My Tree                  | David Coverdale, Jimmy Page | 4:50  |
| 2.           | Waiting on You                 | David Coverdale, Jimmy Page | 5:15  |
| 3.           | Take Me for a Little While     | David Coverdale, Jimmy Page | 6:17  |
| 4.           | Pride and Joy                  | David Coverdale, Jimmy Page | 3:32  |
| 5.           | Over Now                       | David Coverdale, Jimmy Page | 5:22  |
| 6.           | Feeling Hot                    | David Coverdale, Jimmy Page | 4:10  |
| 7.           | Easy Does It                   | David Coverdale, Jimmy Page | 5:51  |
| 8.           | Take a Look at Yourself        | David Coverdale, Jimmy Page | 5:02  |
| 9.           | Don’t Leave Me This Way        | David Coverdale, Jimmy Page | 7:52  |
| 10.          | Absolution Blues               | David Coverdale, Jimmy Page | 6:00  |
| 11.          | Whisper a Prayer for the Dying | David Coverdale, Jimmy Page | 6:54  |
| Gesamtlänge: | Gesamtlänge:                   | Gesamtlänge:                | 61:10 |

## Beteiligte Musiker
- David Coverdale: Gesang
- Jimmy Page: E-Gitarren, akustische Gitarren, Bass, Dulcimer
- Denny Carmassi: Schlagzeug
- Jorge Casas: Bass
- Ricky Phillips: Bass
- John Harris: Harmonika
- Lester Mendez: Keyboard
- Tommy Funderburk: Begleitgesang
- John Sambataro: Begleitgesang